# 益安堂

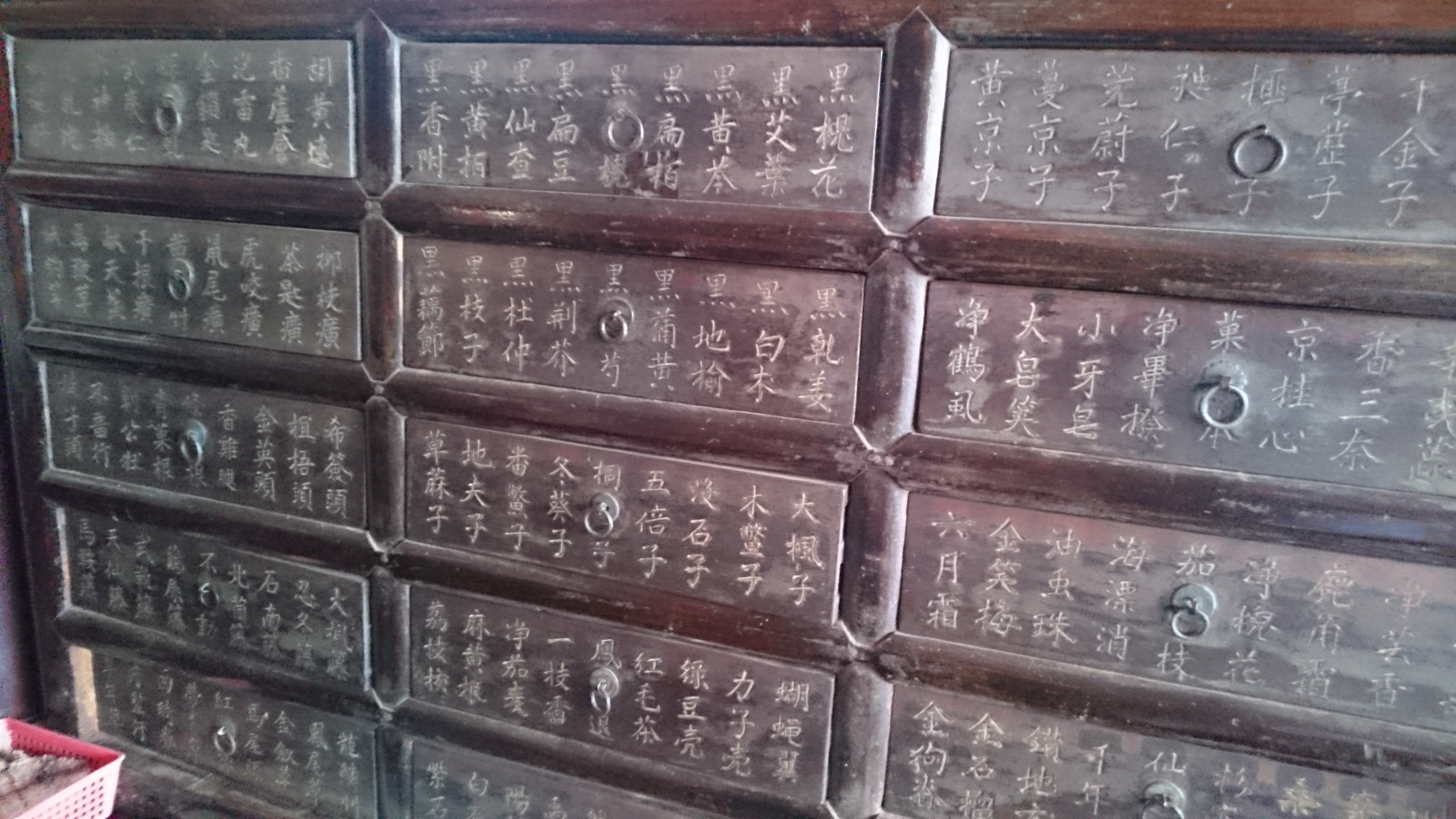
益安堂百年歷史的手工刻字藥櫃

益安堂設立於1912年，位於臺南市鹽水區，為全台灣第一座保有許多明、清與日治時期老建築街區的百年歷史漢藥店。該店曾歷經二次大戰戰火，至今仍經營漢藥生意。漢藥店裡仍存放著由第一代翁玉潭先生在一個世紀以前所親手撰寫的藥方手稿和古典藥書，以及一百多年前躲過戰火從中國運來的手工刻字藥櫃。

## 沿革
明治維新後西方醫學成為時代潮流，而漢方醫學在日本的命運則急轉直下，一度跌入千年未有之窘境 。隨後日本政府封殺中醫，醫師資格考試科目都是西醫內容，廢止漢藥館，禁止漢藥自由買賣，日治時代台灣在日本全力推動現代化之下亦逃不過此改革政策。入駐鹽水區的日軍原本奉天皇之命要摧毀代表舊時代產物的漢藥店，然而當時日本人生病時都是服用代表現代化的西藥，但覺得西藥如同仙丹一般，雖然病很快痊癒，卻有副作用；日本人從鹽水民眾口中得知漢藥的療效雖然較西藥慢，卻不會有後遺症，因此常會隱藏身份或委託當地台灣人到益安堂拿漢藥吃，從此對可以改善體質的漢藥深信不已，不敢就此斷了漢藥文化，讓裕仁天皇原本打算終止台灣漢方醫學的指令，最終改為姑且允許全台每一個鄉鎮可保留一至二間漢藥店，才使歷經三代百年歲月的益安堂得以一直經營到今天。

## 發展
基於臺南市有全國首創的「臺南市歷史街區振興自治條例」，臺南市政府從2015年起開始實施「鹽水歷史街區計畫」來振興全台第一條歷史街區，目前臺南市共31戶，鹽水區就有19戶，除了益安堂之外，還包含鹽水武廟及八角樓等古蹟。